# The Great Battles of Caesar
The Great Battles of Caesar est un jeu vidéo de type wargame développé par Erudite Software et publié par  Interactive Magic en 1997 sur PC. Le jeu fait suite à The Great Battles of Alexander et The Great Battles of Hannibal et poursuit l’adaptation de la série de jeu de plateau Les Grandes batailles de l’histoire créé par Richard Berg et Mark Herman et publié par GMT. Il utilise le même système de jeu que ses prédécesseurs pour proposer une simulation des batailles menées par Jules César. Il propose une campagne et neuf scénarios individuels. Cinq d’entre eux se déroulent en pleine guerre civile et oppose les armées de César et de Pompée. Trois autres prennent place pendant la guerre des Gaules, et oppose l’armée de césar à celles des gaulois, et une dernière simule la  bataille de Chéronée. 

## Accueil
| Great Battles of Caesar |      |       |
| Média                   | Pays | Notes |
| Computer Gaming World   | US   | 4/5   |
| Cyber Stratège          | FR   | 4/5   |
| GameSpot                | US   | 73 %  |
| Joystick                | FR   | 71 %  |